# Лесное кладбище (Владивосток)
Лесное кладбище расположено в пригороде Владивостока, недалеко от пассажирской платформы Чайка.
Здесь похоронены жители Владивостока, в том числе известные люди: Герои Советского Союза К. П. Бирюля, С. И. Воробьёв и М. Г. Малик, Герой Социалистического Труда Ф. И. Сугатов, мэр Владивостока (1993—1994, 1996—1998) Виктор Черепков, бывшие главные архитекторы города Е. Васильев и Юрий Траутман (1909—1986), художник В. Бочанцев, геолог Д. Ивлиев, профессора В. Быков, Ю. Гагаринский, И. Беликов, моряк П. Д. Киселёв; полковник милиции Юрий Орленко и старший лейтенант Максим Елисеев, погибшие при исполнении служебного долга в Чечне; футболист Виктор Скрипаль, бизнесмены Андрей Чуняк, Вячеслав Бойченко, приморский писатель Лев Князев, Олимпийский чемпион 1964 года в каноэ-двойке С. М. Ощепков, Народный артист СССР В. Я. Мялк.
В братской могиле захоронены останки безымянных жертв сталинского террора, найденные при строительстве дороги Седанка — Патрокл в 2010 году.
На данный момент закрыто для захоронений, за исключением родственников захороненных, при наличии места для захоронения в пределах имеющегося участка.